# Flora Devatine
Flora Aurima-Devatine (Pari, Tahití, 15 de octubre de 1942) es una escritora y educadora tahitiana. Publica bajo su nombre de casada, Flora Devatine.

## Biografía
Nacida en Pari, en la península de Tautira, Flora Aurima estudió en el Liceo Paul Gauguin y prosiguió sus estudios en Francia, donde obtuvo el bachillerato y cursó estudios de español. De 1968 a 1997 fue profesora de español en el Lycée Collège Pomare IV, y de 1987 a 1995 impartió clases de poesía polinesia en la Universidad de la Polinesia Francesa. De 1979 a 1984, fue delegada de Estado para la Condición Femenina (Déléguée d'État à la Condition Féminine). De 2002 a 2006, fue directora de la revista cultural Littérama'ohi, Ramées de Littérature Polynésienne. Fue directora del consejo editorial de la revista hasta 2010.
Aurima-Devatine escribe poesía tradicional en lengua tahitiana y verso libre en francés. Es miembro de la Academia Tahitiana desde su creación en 1972.
Su poemario Au Vent de la piroguière - Tifaifai recibió el Premio Heredia de la Academia Francesa en 2016. Posteriormente fue nombrada directora del Te Fare Vānaʻa.
En junio de 2007 fue nombrada Oficial de la Orden de Tahití Nui.

## Obras escogidas
- Vaitiare, Humeurs (1980)
- Tergiversations et rêveries de l'écriture orale: Te Pahu a Hono'ura. Papeete (1998)